# Fossatum Africae
Fossatum Africae ("zanja africana") es una estructura defensiva lineal (limes) que se afirma se extiende sobre 750 kilómetros (470 millas) o más en el norte de África, construido durante el Imperio Romano para defender y controlar las fronteras del sur del Imperio en África. Se considera que tiene muchas similitudes de construcción con el Muro de Adriano, una de las fronteras del norte del Imperio en Gran Bretaña.

## Historia
Solo hay una única mención como tal del Fossatum en la literatura histórica anterior al siglo XX, que aparece en una carta escrita por los coemperadores Honorio y Teodosio II a Gaudencio, el vicario Africae, en 409, y conservada en el Codex Theodosianus, donde se indica que el fossatum había sido establecido por los "antiguos", los emperadores advirtieron a los ciudadanos romanos de África que si no mantenían el limes y el fossatum, el trabajo, con los derechos de tierra asociados y otras ventajas, se otorgaría a tribus bárbaras amigas. En consecuencia, no se sabe con certeza cuándo se construyó el Fossatum. 
Por supuesto, una estructura de este tamaño sería obra de siglos, y la excavación arqueológica de los numerosos fuertes y pueblos a lo largo de su ruta ha arrojado muchas fechas, desde el reinado de Adriano en el siglo II hasta Constantino en el siglo IV. La opinión actual no ha avanzado desde la discusión de Baradez en 1949, quien concluyó que la construcción probablemente comenzó después de la primera visita de Adriano a África en 122 y antes o después de su segunda visita en 128. Esta conclusión se basa en las similitudes con el muro de Adriano en Gran Bretaña y con lo que se sabe sobre la preocupación de Adriano por proteger el Imperio. Baradez también postuló un pulso de construcción durante el reinado de Gordiano III en el siglo III, y finalmente el abandono del Fossatum en 430–440 después de la invasión de los vándalos.
Habiendo sido construido en una región árida de fuertes vientos y arena, el Fossatum se erosionó rápidamente y solo quedan rastros. Durante la Edad Media, los nómadas árabes de Banu Hilal ocuparon gran parte del área y notaron al suroeste de Biskra una zanja que llamaron saqiya (canal de riego) y la atribuyeron a una legendaria reina árabe Bint al-Khass (o al-Krass), que se suponía que lo había construido para abastecer de agua a los peregrinos a La Meca. En otra parte, los restos de un muro asociado con el Fossatum se atribuyeron a al-Fara'un ("el faraón").
Los historiadores y arqueólogos del siglo XIX siguieron creyendo que se trataba de un canal de irrigación, hasta que a principios del siglo XX Gsell lo identificó correctamente con el fossatum del Codex Theodosianus.
Las ideas sobre el propósito del Fossatum han evolucionado desde la época de Baradez. Mientras que Baradez era un militar, y la Segunda Guerra Mundial acababa de terminar teniendo muy presente el uso militar de las zanjas, se enfatizó el aspecto militar del Fossatum. En la era moderna más pacífica, el uso del Fossatum como control aduanero y migratorio ha pasado a primer plano, sugerido por inscripciones en Zarai que dan largas listas de productos y tarifas.

## Construcción
El Fossatum propuesto por Baradez constaba de al menos cuatro segmentos:
- Sección de Hodna o Bou Taleb: comienza cerca de la ciudad moderna de Ain Oulmene en las laderas noreste de las montañas Hodna, se dirige al sur siguiendo las estribaciones, luego al este hacia Zaraï, luego se dobla hacia el oeste para encerrar el extremo oriental de las montañas Hodna, en pie entre ellos y los asentamientos romanos de Cellas y Macri. La longitud de este segmento es de aproximadamente 100 km (62 mi) . Probablemente cruza la frontera entre Numidia y Mauretania Sitifense.
- Sección de Tobna: comienza cerca de Tubunae (actual Tobna), se dirige al sur-sureste hasta el desfiladero donde el uadi Ksour emerge de las montañas Aurés (al sur de la ciudad moderna de al-Kantara), al sur hasta la ciudad romana de Mesarfelta, luego un sección corta hacia el oeste para encerrar una rama noreste de las montañas Zab. La longitud de esta sección es de aproximadamente 50 km (31 mi) . El fossatum está asociado con el distrito fronterizo administrativo romano conocido como limes Tubunensis, pero como es hasta 60 km (37 mi) lejos del borde conocido, no se puede decir que marque realmente el limes.[10]
- Sección de Gemellae: tiene una longitud de aproximadamente 60 km en paralelo a unos 4–5 km al sur de Wad Jadi, al sur y suroeste de la ciudad romana de Vescera (actual Biskra); un importante establecimiento militar romano (Gemellae) está en el centro. El fossatum está cerca, pero un poco al norte, de la frontera en el distrito administrativo romano conocido como limes Gemellensis. Marca el final de la zona de regadío (con el Wad Jadi como fuente) y el comienzo del desierto del Sahara.
- Sección Ad Majores: comienza en Ad Majores (actual Besseriani) y corre hacia el este durante unos 70 km, siguiendo una cadena de colinas y casi llegando al moderno pueblo de Matlawi. El fossatum está asociado con el distrito fronterizo administrativo romano conocido como limes Montensis, pero como está 60 km o más lejos del borde conocido, no se puede decir que marque realmente el limes.[11] Sin embargo, un examen más reciente ha demostrado que el "fossatum" es probablemente una calzada romana, no una zanja.[12]

También pudo haber un segmento más al norte de Tobna.
Generalmente, el Fossatum consiste en una zanja y terraplenes de tierra a cada lado utilizando el material de la zanja. A veces, los terraplenes se complementan con muros de piedra seca en uno o ambos lados; rara vez hay muros de piedra sin zanja. El ancho del Fossatum es generalmente de 3 a 6 m, pero en casos excepcionales puede llegar a los 20 m. Siempre que sea posible, éste o su muro más alto se construye sobre la contraescarpa. Las excavaciones cerca de Gemellae mostraron que la profundidad era de 2–3 m, con un ancho de 1 m en la parte inferior que se ensancha a 2–3 m en la parte superior.
El Fossatum está acompañado por muchas pequeñas torres de vigilancia y numerosos fuertes, a menudo construidos a la vista unos de otros.
Hay fossata similares, pero más cortos, en otras partes del norte de África. Entre las cadenas montañosas de Matmata y Tabaga en el Túnez moderno hay un fossatum que se duplicó durante la Segunda Guerra Mundial. También parece haber un fossatum de 20 km en Bu Regreg en Marruecos, aunque esto no habría estado dentro del alcance de la proclamación del Codex Theodosianus porque en ese momento la provincia no estaba en África, administrativamente hablando.